# Calesia tamsi
Calesia tamsi är en fjärilsart som beskrevs av Pierre E.L. Viette 1951. Calesia tamsi ingår i släktet Calesia och familjen nattflyn. Inga underarter finns listade i Catalogue of Life.